# Kréta (sziget)
Kréta (görögül Κρήτη, ógörög átírásban Krété, újgörögül Kríti) Görögország legnagyobb és legnépesebb szigete. A Földközi-tenger ötödik legnagyobb szigete, területének nagysága Bács-Kiskun vármegyéhez hasonló. Fővárosa Iráklio. 
Görögország e legdélibb régióját a helybeliek csak Megáloniszosznak, azaz Nagy Szigetnek becézik.
Népszerű turistacélpont. A turisták szívesen látogatják a Knósszosz, Phaisztosz és Gortüsz ásatásait, Réthimno várát és a Szamariász-szurdokot.
Itt volt a minószi kultúra (kb. i. e. 2600–1400), a legrégebbi ismert európai civilizáció. 1913 óta újra Görögország része. Bár az 1821-ben kitört görög szabadságharc eredményeként 1830-ban az önálló Görög Királyság megszületett, Krétán még néhány évtizedig török uralom volt. 1898-ban a krétaiak független államot hoztak létre, amely másfél évtizedes fennállás után egyesült a Görög Királysággal. A másik görög sziget, Ciprus brit gyarmattá vált, majd 1960-ban független állam lett.

## Földrajz

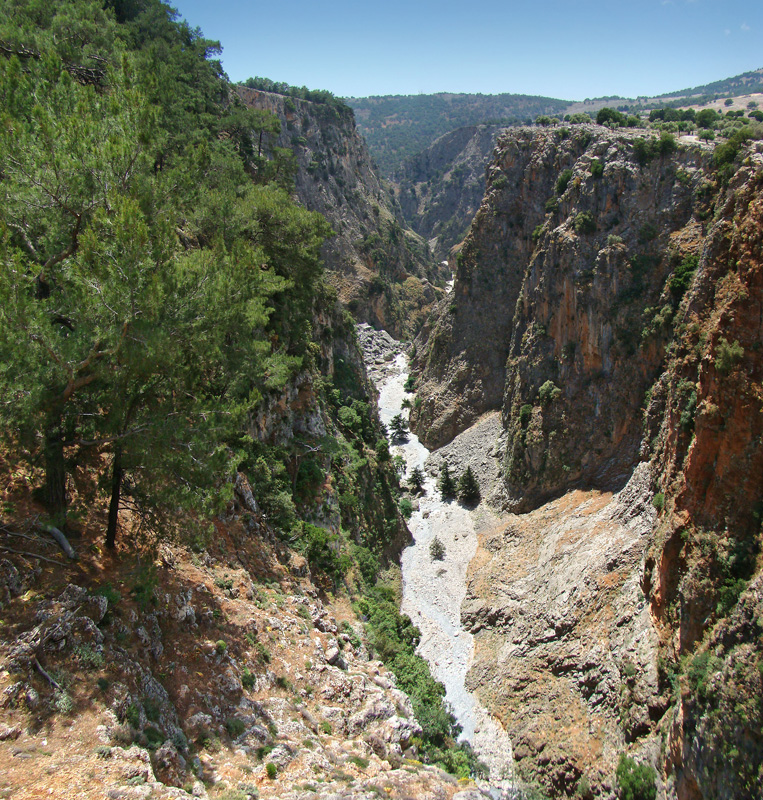
Aradaina szurdoka

Kréta Görögország legnagyobb szigete, ugyanakkor (Ciprus után) a második legnagyobb a Kelet-Mediterrán térségben. 2005-ös adatok szerint 650 ezren élnek a szigeten. Kréta hosszanti alakú, 260 kilométer hosszúságban nyúlik el kelet-nyugati irányban. Legnagyobb szélessége 60 kilométer, a legkisebb 12 kilométer.
Területe 8336 km², tengerpartjának hossza 1046 km. 
Északon a Krétai-tenger (görögül: Κρητικό Πέλαγος), délen a Líbiai-tenger (görögül: Λιβυκό Πέλαγος) határolja. A görög szárazföldtől körülbelül 160 km-re délre fekszik.
Kréta felszíne hegyekkel szabdalt. A nyugat-kelet irányú hegyvonulat meghatározza a sziget arculatát. Ezt a hegyvonulatot három különböző hegycsoport alkotja:
- Fehér-hegység vagy Lefká Óri (Λευκά Όρη, 2452 m);
- Idi-vonulat, Pszilorítisz (Ψηλορείτης, 2456 m);
- Díkti-hegység (Δίκτη, 2148 m);
- Kedrosz (1777 m);
- Thripti (1489 m)

Ezek a hegységek termékeny fennsíkokkal (Laszithíu, Omalósz, illetve Nída), barlangokkal (Diktéo Ándro és Idéo Ándro) és szurdokokkal (például a híres Szamariász-szurdok, Φαράγγι της Σαμαριάς) ajándékozzák meg Kréta szigetét.
Több kisebb folyót találhatunk Krétán, például az Ieropotamoszt a sziget déli részén.

### Éghajlat
| Hónap                                         | Jan. | Feb. | Már. | Ápr. | Máj. | Jún. | Júl. | Aug. | Szep. | Okt. | Nov. | Dec. | Év   |
| --------------------------------------------- | ---- | ---- | ---- | ---- | ---- | ---- | ---- | ---- | ----- | ---- | ---- | ---- | ---- |
| Átlagos max. hőmérséklet (°C)                 | 15,2 | 15,5 | 16,8 | 20,2 | 23,5 | 27,3 | 28,6 | 28,4 | 26,4  | 23,1 | 20,1 | 17,0 | 21,9 |
| Átlagos min. hőmérséklet (°C)                 | 10,0 | 10,0 | 10,8 | 13,0 | 15,9 | 20,0 | 22,7 | 22,7 | 20,3  | 17,5 | 14,7 | 12,0 | 15,8 |
| Átl. csapadékmennyiség (mm)                   | 92   | 77   | 57   | 30   | 15   | 3    | 1    | 1    | 20    | 69   | 59   | 77   | 501  |
| Havi napsütéses órák száma                    | 118  | 125  | 177  | 228  | 301  | 351  | 372  | 347  | 282   | 198  | 150  | 121  | 2769 |
| Forrás: Weather Atlas meteo-climat (extremes) |      |      |      |      |      |      |      |      |       |      |      |      |      |

## Növény- és állatvilága
Kréta őshonos élővilágára alapvetően rányomja bélyegét az a tény, hogy bár a sziget korábban szárazföldi kapcsolatban állt Kisázsiával, a pliocén korszak közepén teljes területe víz alá került. A pliocén végén vagy a pleisztocén elején újból kiemelkedett a Földközi-tengerből, de a növényeknek és állatoknak újra kellett kolonizálniuk. Ebből a szempontból a krétai élővilág az óceáni szigetekére emlékeztet: felülreprezentáltak a jól úszó, repülő, vagy hordalékkal utazó állatok. Az ókori görögöknek is feltűnt, hogy a szigetről hiányoznak a veszélyes állatok: medvék, farkasok, sakálok vagy mérgeskígyók. Ők ezt Héraklész művének tartották, a hős állítólag megtisztította az efféle állatoktól Zeusz szülőhelyét. A keresztény időkben Pál apostolt tartották a sziget megtisztítójának, aki a legendák szerint két évig élt Krétán.

### Történelem előtti élővilág
A Krétán megtelepedő emlősfajokra jellemző, hogy – akárcsak más szigeteken – a nagy termetű fajok az izolált zsugorodás következtében törpenövésűek lettek, a kisebbek mérete pedig megnőtt. Számos faj ősei a messinai sókrízis idején érhették el Krétát. Az ember megtelepedése előtti fauna két részre osztható:
Az I. biozóna képviselői 1,8 millió évtől 300 000 évvel ezelőttig éltek. Ide tartozik a krétai törpemamut (Mammuthus creticus), a krétai törpevíziló (Hippopotamus creutzburgi), a krétai egér (Kritimys sp.).
A II. biozóna tagjai 300 000 évvel ezelőtt váltották fel a korábbi faunát és 10 000 évvel ezelőtt pusztultak ki. Ide tartozik a krétai törpeelefánt (Palaeoloxodon chaniensis), nyolc (részben törpenövésű) szarvasfaj (Candiacervus), a Mus nemzetsége tartozó nagytermetű egérfajok, a krétai vidra (Lutrogale cretensis) és a nagy, 60 cm magasságú krétai bagoly (Athene cretensis).

### Emlősök
A legjellegzetesebb krétai emlősállat a krétai bezoárkecske vagy kri-kri, az ember által behozott házi kecskék több ezer éve visszavadult leszármazottja, amely ma már a vadkecskék egy alfajának számít. A Szamária Nemzeti Parkban a turisták is találkozhatnak vadon élő példányaival. A szigeten endemikus még a krétai cickány (Crocidura zimmermanni), és a krétai tüskésegér. Helyi alfaja él itt a vadmacskának és megtalálható a nyest, a menyét és a borz.
A szigeten a következő denevérfajok honosak: Blasius-patkósdenevér, kis patkósdenevér, nagy patkósdenevér, hegyesorrú denevér, csonkafülű denevér, bajuszos denevér, fehérszélű törpedenevér, közönséges törpedenevér, alpesi denevér, közönséges késeidenevér, barna hosszúfülű-denevér, hosszúszárnyú denevér és nagy szelindekdenevér.

### Madarak
Kréta gazdag madárvilágába tartoznak a sasok, fecskék (melyek az észak-afrikai éghajlati zónába tartozó déli partvidéken egész évben megmaradnak), pelikánok és darvak. A nehezen hozzáférhető hegyekben és szurdokokban fészkel a veszélyeztetett szakállas saskeselyű. Rajta kívül él még a szigeten szirti sas, héjasas, fakó keselyű, Eleonóra-sólyom, vándorsólyom, Feldegg-sólyom, vörös vércse, macskabagoly, kuvik, dolmányos varjú, havasi csóka, havasi varjú, búbos banka és sok más madárfaj.

### Hüllők és kétéltűek
Gyíkokkal és gekkókkal gyakran, teknősökkel és siklókkal ritkábban találkozhatunk. A békák és varangyok inkább csak eső után aktívak.
A szigeten él a balkáni zöldgyík, égei-tengeri faligyík, érces szkink, siklószemű gyík, fali gekkó, török gekkó, Kotschy gekkója, mór teknős és kaszpi víziteknős. Korábban előfordult az európai kaméleon is, de a mezőgazdasági vegyszerezés miatt vadon élő populációi ma már kipusztultnak tekinthetők.
Négy siklófaj él Krétán, az emberre egyik sem veszélyes: a leopárdsikló, a balkáni haragossikló, a kockás sikló és az egyedüli mérges faj, a macskakígyó, ám ez utóbbi hátulméregfogas sikló és csak kis testű rágcsálókat vagy gyíkokat képes elérni a méregfogával.
Két tengeri teknős található Kréta környékén a levesteknős és az álcserepesteknős, mindkettő veszélyeztetett faj. Az utóbbi a nagy turistaforgalmú Réthimno és Haniá, valamint a déli öblök homokos tengerpartjain költ.
A kétéltűeket a zöld varangy, amerikai varangy, zöld levelibéka és a tavi béka képviseli.

### Növények

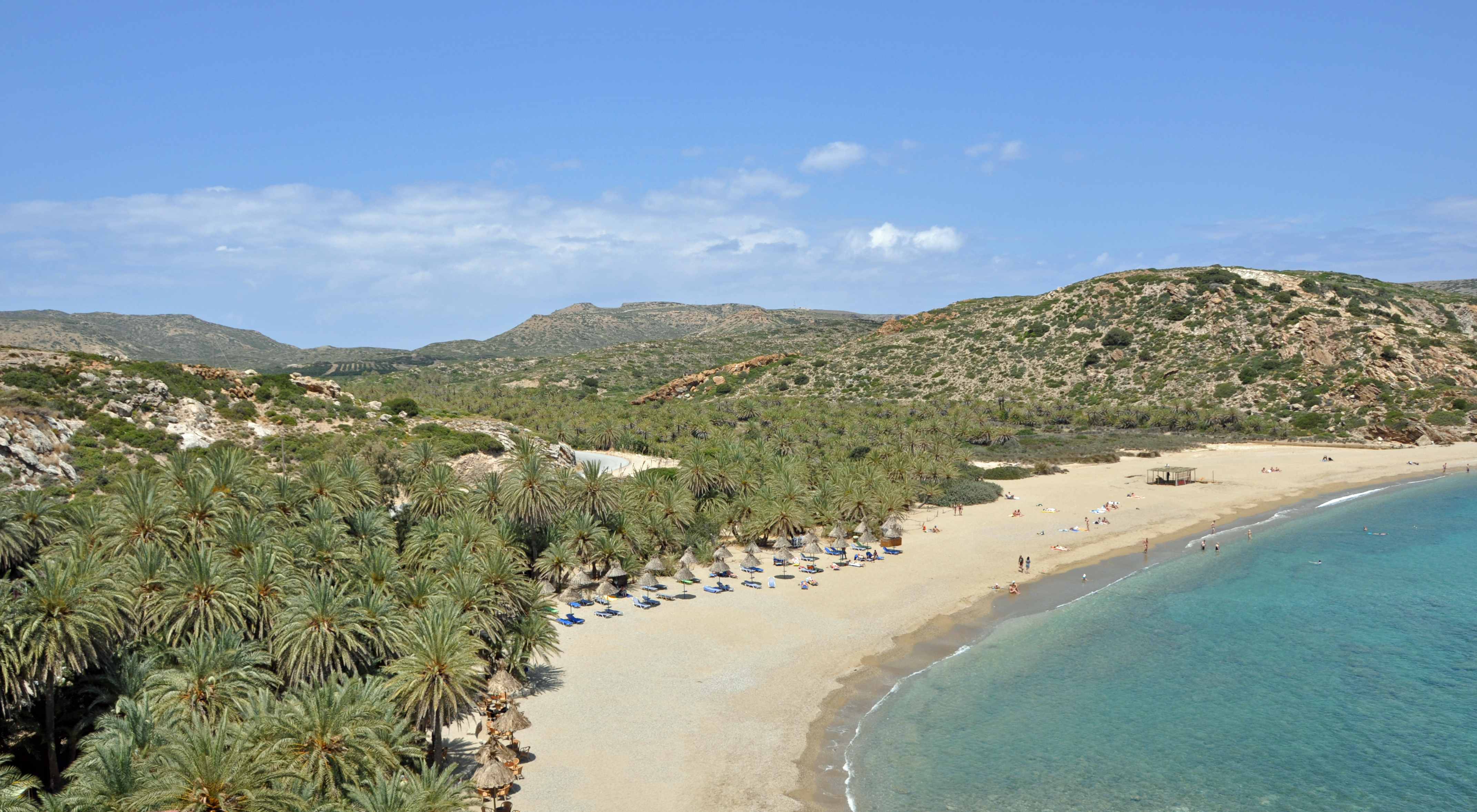
Pálmafák Vai strandján

A sziget keleti részén Vai üdülőtelepülésnél található Európa legnagyobb természetes pálmaerdője.

## Közigazgatás
2011. január 1-je óta Kréta egyike Görögország 7 decentralizált régiójának.

### 2010-ig
2010. december 31-ig Kréta Görögország 13 régiójának egyike volt. Négy prefektúrára osztották: Haniá prefektúra (Νομός Χανίων), Iráklio prefektúra (Νομός Ηρακλείου), Laszíthi prefektúra, (Νομός Λασιθίου) és Réthimno prefektúra (Νομός Ρεθύμνης).

## Kultúra

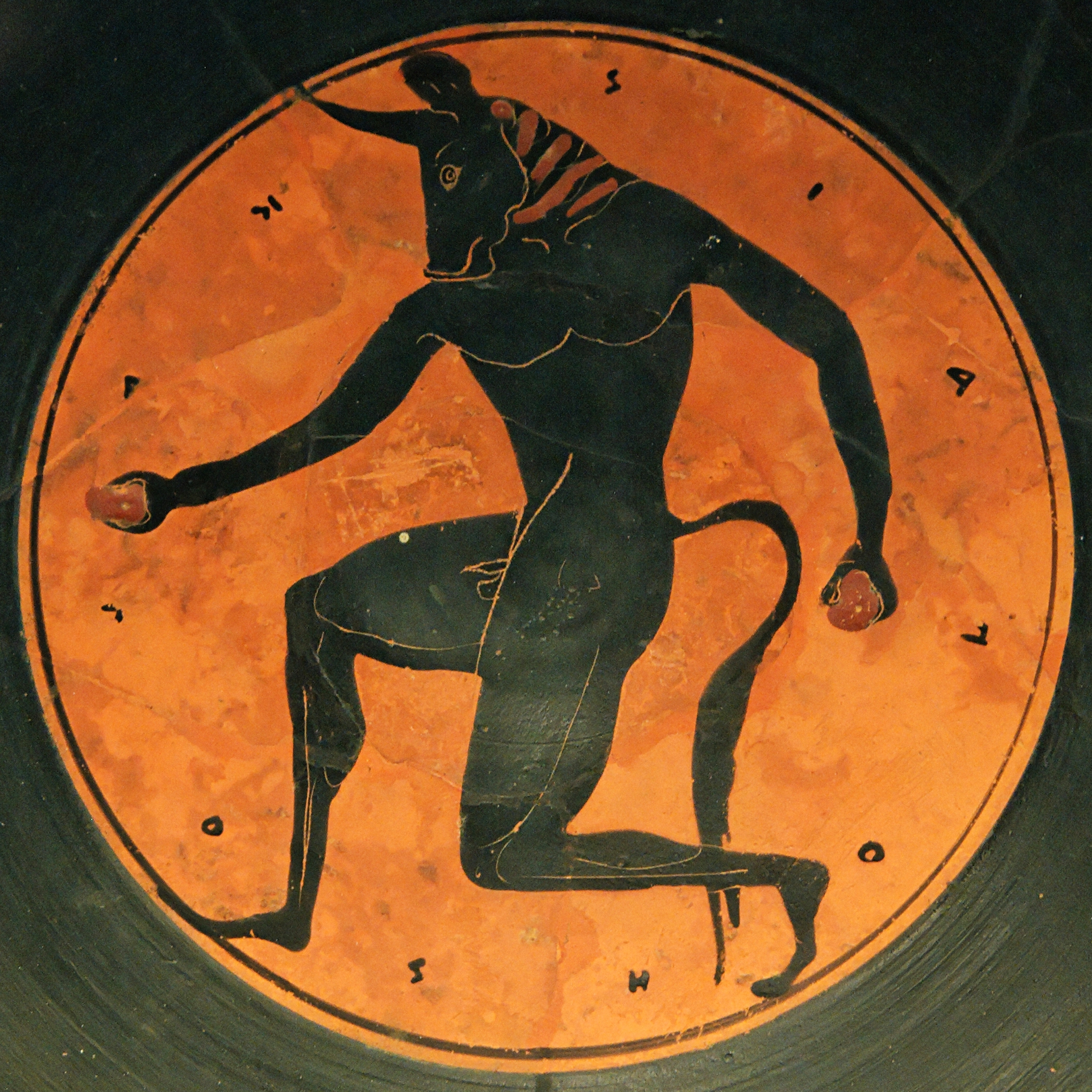
Minótaurosz

Kréta szigetéhez kapcsolódik a Minótaurosz, a krétai labirintus, Daidalosz és Talósz mitológiai története. Itt született, és itt kezdte a festészetet tanulni a híres festő, Domeniko Theotokopulosz (El Greco) is. A sziget nagy szülötte Níkosz Kazandzákisz író, a Zorbász, a görög és a Krisztus utolsó megkísértése c. könyvek írója. Sírja Iráklióban (régi nevén: Kandia), a városfalon található.  

## Történelem
A sziget neve már a korai mezopotámiai írásos emlékekben is feltűnik. Későbbi krónikák szerint Sarrukín akkád király meghódította Kaptarát. Lehetséges, hogy ez a sémi név maradt fenn a biblikus Kaftór, ill. az egyiptomi  Keftiu alakban,  (vö. pl. Szent Jeromos Társulat fordítása, Jer 47,4: ''elpusztítja az Úr a filiszteusokat, Kaftor szigetének maradékát.'' – ugyanakkor a "sziget"-ként fordított אִי szó héberül "part"-ot jelent, így a Kréta szigetével való megfeleltetés vitatott). 
Görög nyelven a legősibb nyelvemlékek is "Krété" néven említik a szigetet, míg az itt fönnált ősi királyságot Mínosz néven.
Az emberfélék már 130 ezer évvel ezelőtt megjelentek a szigeten. A késő újkőkorszakban korban és a bronzkorban a minószi civilizáció ideje alatt a sziget meglehetősen fejlettnek számított a többi civilizációhoz képest. Számos ősi hatalom uralta a szigetet: a Római Birodalom, a Bizánci Birodalom, a Krétai Emirátus, a Velencei Köztársaság és az Oszmán Birodalom. 
1898–1913 között önálló krétai kormány uralma alá került, majd csatlakozott a Görög Királysághoz. Németország elfoglalta a második világháború alatt.

### A történelem előtti Kréta

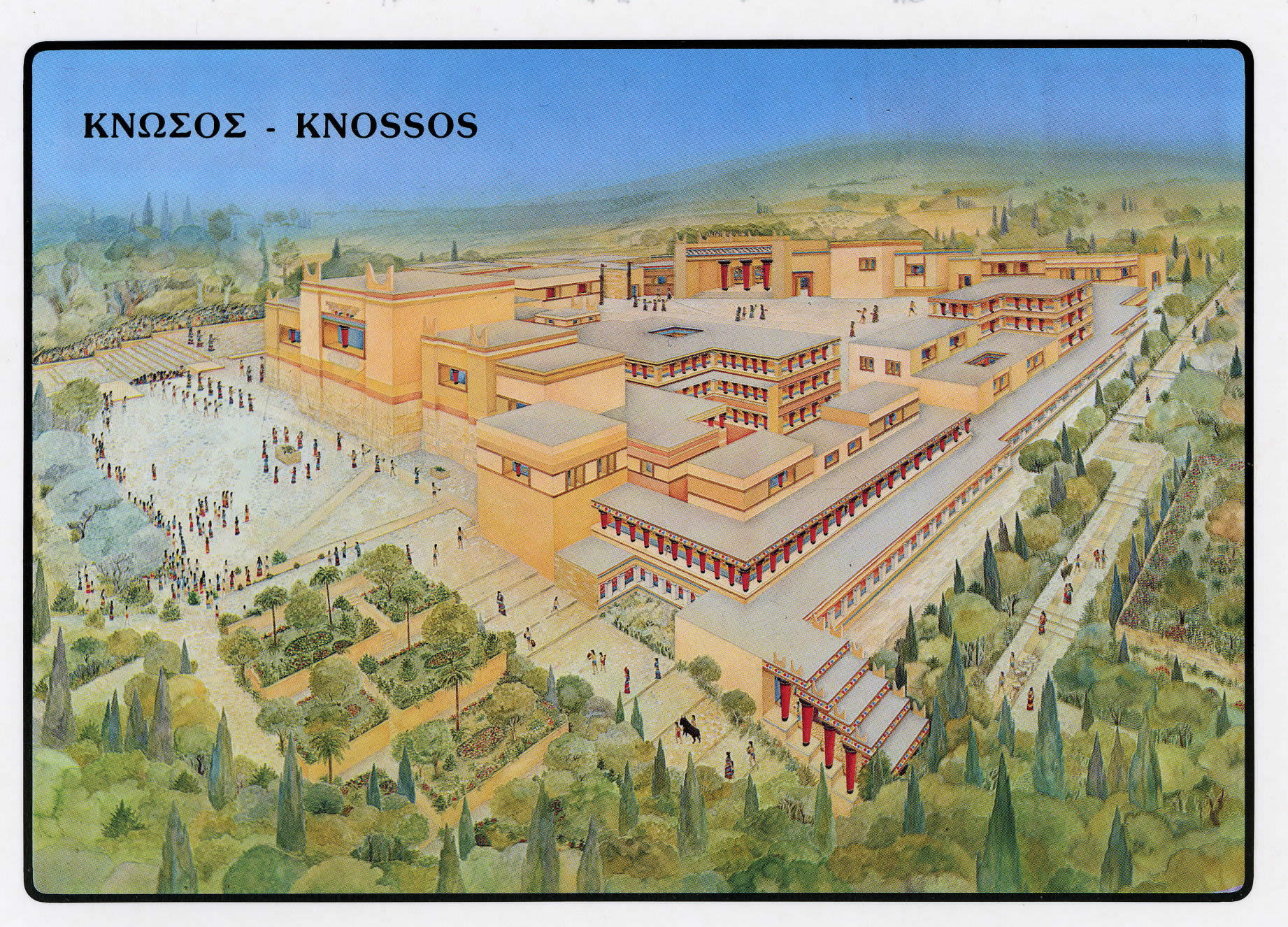
Knósszosz rekonstrukciója

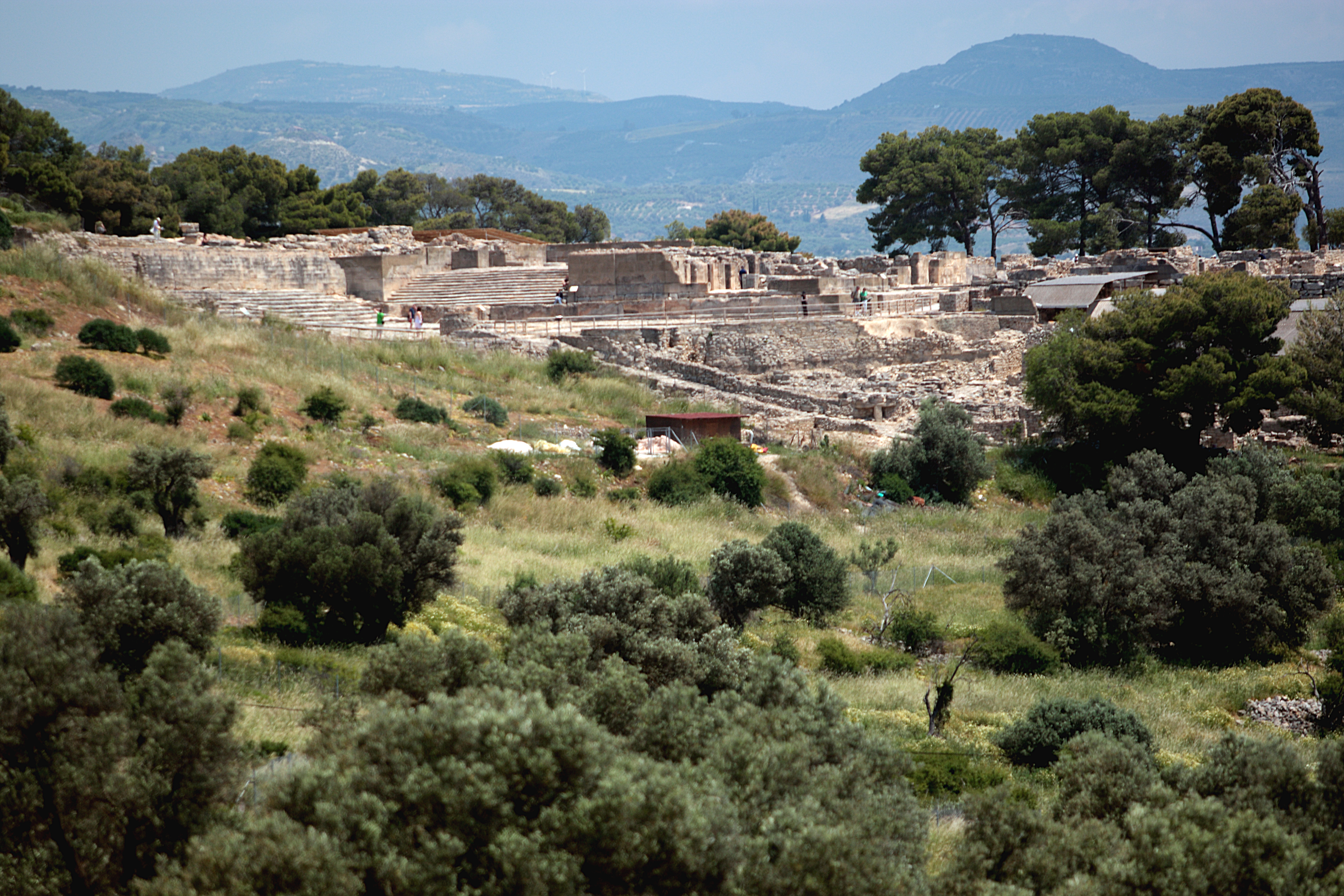
Phaisztosz romjai

Az első emberfélék leletei megközelítőleg 130 000 évvel ezelőttig nyúlnak vissza, a őskőkorszakig. A települések nagy része az i. e. 7. évezredben már rendelkezett háziasított marhákkal, bárányokkal, kecskékkel, malacokkal és kutyákkal, mellette pedig gabonát és hüvelyes növényeket termesztettek. Ebben az időszakban már Knósszosz volt a központja Kréta szigetének, majd később a minószi időszaknak is. Néhány ismertebb település ebből a korból Kephala, Magasza és Trapeza.

### A minószi civilizáció
Kréta Európa első fejlett civilizációjával rendelkezett, a minószival (megközelítőleg i. e. 2700–1420). Ez a civilizáció találta ki az eddig megfejtetlen lineáris A írást. A korai krétai történelemhez számos ismert legenda kapcsolódik, mint például Minósz király, Thészeusz és a Minótaurosz legendája. A Szantorinin történt vulkanikus robbanás miatt a civilizáció nagy része megsemmisült. Ekkor alakult ki a sziget mai nevének őse, a Keftiu.  A név az akkád KPTR azaz kapturrūm (asszír kab/p-kûr-u(m)) szóra vezethető vissza, ami tárolóedényt vagy tárolóhelyiséget jelent. Ez a név a kereskedelemben betöltött szerepére utalhat az óasszír kereskedelem korában. Elképzelhető, hogy az anatóliai Kaptara település nevével is kapcsolatban van.

### A mükénoszi civilizáció
I. e. 1420 körül a görög anyaföldön kialakult mükénéi kultúra állama lerohanta a legyengült minószi civilizációt. Ekkortól egyedül a knósszoszi palota működött tovább, úgy tűnik, Knósszoszból igazgatták a sziget egészét. Ehhez alkalmazták a lineáris B írást, amelyet sikerült megfejteni, így bebizonyosodott, hogy a nyelv, aminek a leírására használták, a görög volt.

### A dór hódítás
I. e. 1300 körül újabb görög hódító törzs hódította meg Krétát: a dórok. Elpusztították a knósszoszi palotát is, így velük indul a paloták utáni korszak. A spártaihoz hasonló katonacivilizációt hoztak létre, amely a római hódításig fönnállt. A dórok központja Gortüsz volt. Az időszak legjelentősebb dokumentuma a kőtáblákra vésett „gortüszi törvény”, mely átfogó képet ad az archaikus kor végének társadalmáról és jogrendjéről (Kr. e. 600 körül). 

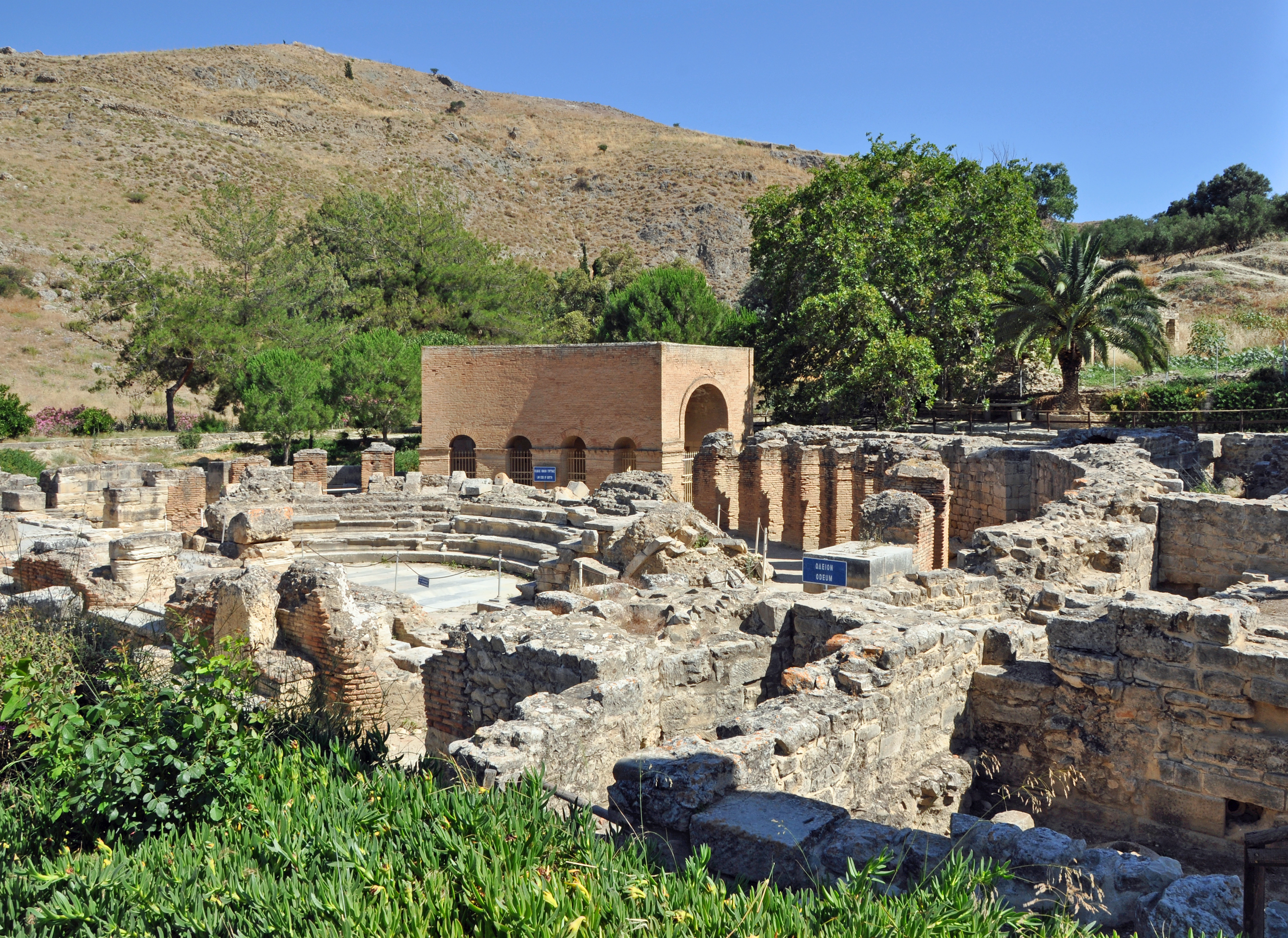
Gortüsz romjai

### A római fennhatóság alatt
A rómaiak jelenléte a szigeten Marcus Antonius Creticus katasztrofális tengeri vereségével kezdődött a kalózok ellen. A hadvezér mellékneve, Creticus (Kréta legyőzője) csak a császárkorból dokumentált, amikor már megszépült az emlékezet. Tény, hogy a krétaiak a kalózok szövetségesei voltak, a kalózok pedig szövetségesül kínálkoztak Mithriadész királynak, így ezzel a győzelemmel Kréta belesodródott a mithridatészi háborúba, aminek részeként Quintus Caecilius Metellus Pius 3 légiójával meghódította a szigetet i. e. 69-ben, és így joggal kapta meg a Creticus jelzőt. Gortüsz (latinosan Gortys) maradt a főváros, de egy lett a sok római provincia közül, Cyrenaicával együtt, így ezek alkották Crete at Cyrenaicát. 
A kereszténység elterjedésének kezdeteit az Újszövetségi Szentírás is dokumentálja, hiszen a Tit 1,5 szerint Tituszt Szent Pál azért hagyta Krétán, hogy "városról városra presbitereket rendeljen". Kérdés azonban, hogy Szent Pál mikor járt önszántából Krétán, mivel az Apostolok Cselekedetei csak azt az esetet dokumentálja, amikor őrizet alatt, átutazóban Róma felé járt ott (ApCsel 27, 8-13). Mindenesetre a Tituszhoz írt levél a Krétán a Kr. u. 80-as évektől terjedő kereszténység hiteles tanúja.
Mikor Diocletianus újra felosztotta a birodalmat, Kréta Cyrenaicával együtt alkotta Dioecesis Moesiarumot és később I. Constantinus áthelyezte a szigetet Dioecesis Macedoniaehez.

### Bizánci Birodalom – 1. korszak
A népvándorlás és a  Nyugatrómai Birodalom széthullása Krétát csak közvetve érintette: a később "bizánci"-nak nevezett Keletrómai Birodalom része maradt, de a válságokból bőven kijutott a szigetnek is: földrengések sújtották 365-ben és 415-ben, a vandálok célpontja lett 467-ben, a szlávok fosztogatták 623-ban, az arabok 654-ben, a 670-es években, majd a 8. században számos alkalommal.
Egyházi szempontból fontos fordulat, hogy a képrombolás körüli viszály elemeként 732-ben III. León bizánci császár áthelyeztette a szigetet a római pápa fennhatósága alól a konstantinápolyi képromboló egyház oltalma alá. A konstantinápolyi egyházi fennhatóság az ortodoxia győzelme után is fönnmaradt.

### A Krétai Emirátus
824-ben andaluszi száműzöttek foglalták el a szigetet Abu Hafsz vezetésével, és felállították a Krétai Emirátust. Legmaradandóbb tettük a sziget mai fővárosának, Iráklionak a megalapítása volt. Már a hódítással párhuzamosan kiépítették ezt az erődöt, tőlük származik történelemből ismert eredeti neve is, latinos formában: „Candia” (a mai városnév egy igazából ismeretlen helyű római kikötő, „Heraklion” nevének a fölvétele, ami a 19. században történt).
A Bizánci Birodalom képtelen volt elfogadni a sziget elvesztését, ezért 842-ben és 843-ban Theoktisztosz vezetésével próbálták visszaszerezni Krétát. A későbbi, 911-es és 949-es bizánci hadjáratok is kudarccal végződtek. 960-ban Niképhorosz Phókasz hadjárata végül sikeresen zárult, és a sziget ismét a Bizánci Birodalom része lehetett.

### Bizánci Birodalom – 2. korszak
961-ben Niképhorosz Phókasz helyreállította a bizánci vezetést a szigeten, mely 1204-ig tartott, és lényegében békekorszakot jelentett. 1204-ben, amikor a negyedik keresztes hadjáratban a keresztesek elfoglalták Konstantinápolyt, a sziget először a genovaiak majd 1212-től a velenceiek kezébe került.

### Velencei uralom

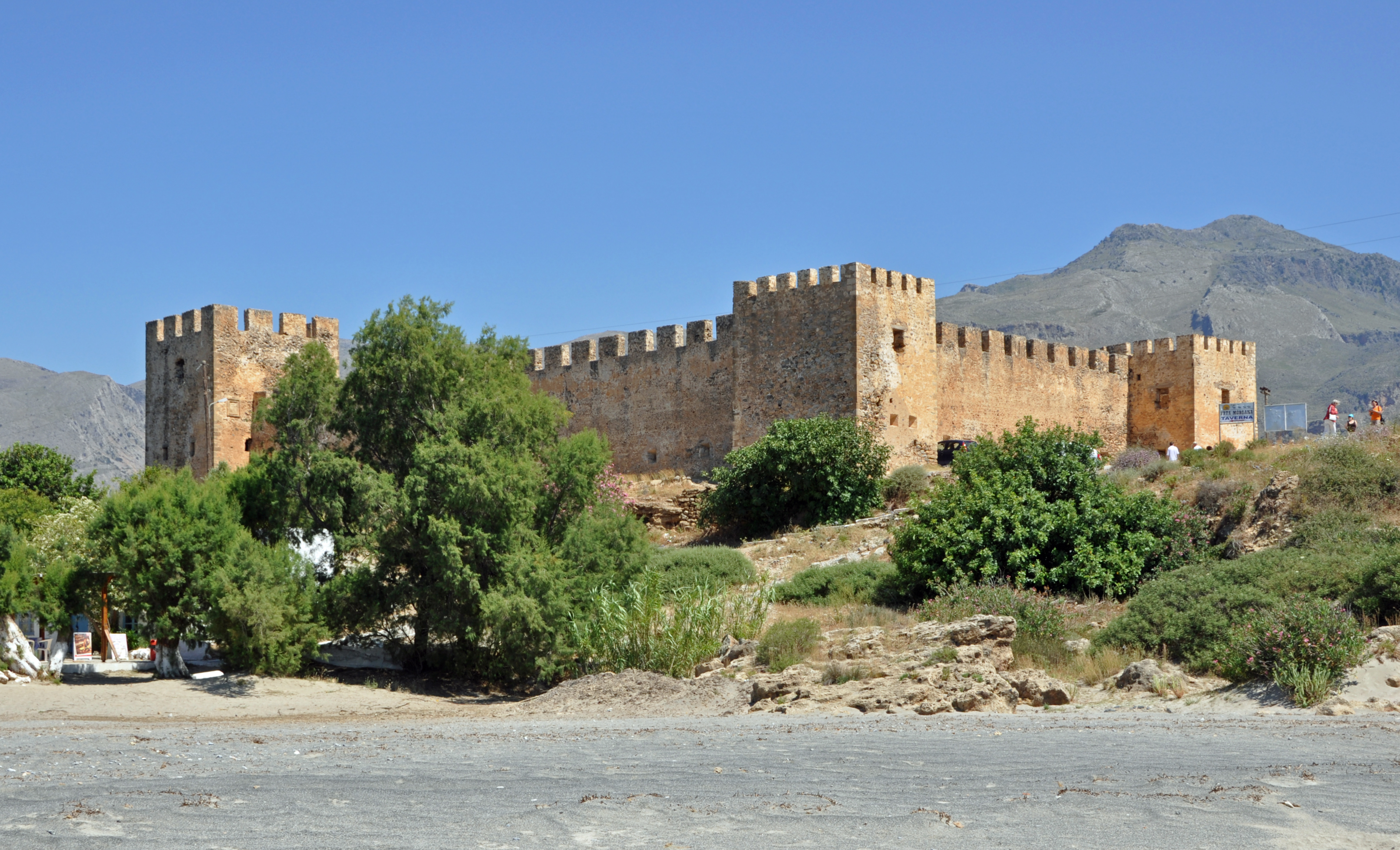
Frangokasztello erődje

1212-től beszélünk a sziget történelmében velencei uralomról, amely megközelítőleg 4 évszázadig tartott. A lakosság megszállónak tekintette a hatalmaskodó nyugatiakat, 10 felkelés is kitört ellenük a súlyos adók, és a felekezeti különbség miatt.
A reneszánsz ugyanakkor ez idő alatt söpört végig a szigeten és számos alkotással, épülettel járult hozzá Kréta történelméhez és művészetéhez. Ismerősebben csenghet a krétai iskola vagy a késő bizánci művészet, amely az utolsó művészeti hagyományát mutatta be egy elbukott birodalomnak.
A krétai reneszánsz legismertebb képviselője El Greco, a festő, aki ugyan Spanyolországban festette legnagyobb műveit, de tanulmányait Krétán kezdte. Nikolasz Kalliákisz (1645–1707), Jeórjiosz Kalafátisz (1652–1720), Andríasz Muszalusz (1665–1721) és Vicsencosz Karnasosz írók, akik krétai görög nyelven írtak, életben tartották a görög irodalmat, amely a szárazföldi Görögországban a török uralom miatt terméketlen volt.
A katolikus velencei birodalom uralma alatt az akkor Candiának nevezett mai Iráklio városa volt a legjobban védett Kelet-Mediterrán város. Még 3 kiemelt erőddel rendelkezett a sziget, ami Gramvousa, Spinalonga és Fortezza településeknél kapott helyet. Más ismertebb erődítmény volt még a Kazarma erőd Szítiában. 1492-ben a spanyol zsidók a szigetre menekültek. A becsült statisztikák szerint 1627-ben 800 zsidó volt Candia városában, akik a város 7 százalékát adták, így ebből kiindulva a velencei kormányzat komoly pénzeket tudott behajtani a zsidó társadalmon a menedékért cserébe.
A velencei uralom a sziget nagyobb részén gyorsan összeomlott a törökök 1640-es támadásai idején, ugyanakkor Candia ostroma 21 évig tartott, így 1669-től számítjuk az oszmán korszakot.

### Az Oszmán Birodalom idején
Az Oszmán Birodalom meghódította Kréta szigetét 1669-ben, a candiai ostrom után. Számos görög krétai más velencei fennhatóságú régióba menekült a kandiai háborút követően. Sokan követték Simone Stratigót, aki Dalmáciába vándorolt Krétából 1669-ben.
Iráklio, az akkori Candia magas falakkal és bástyákkal volt körülvéve, melyeket a 17. században délre és nyugatra is kibővített. A gazdagok negyede az északkeleti részen volt található, ahol az elit lakott. Az Oszmán Birodalom ideje alatt a várost „kihalt város”-ként is ismerték, mert a hosszú ostrom során elnéptelenedett. A város népességét kétféleképpen próbálták helyreállítani a törökök: az első variációnál a török elit próbálta meg helyreállítani a romvárost nagy összegű adományokkal. A második módszer az volt, hogy a bevételek növelése érdekében eladták a városi tulajdonokat, hogy a pénzből fejleszteni tudják a várost és a hozzá tartozó területeket. Molly Greene (2001) szerint számos ingatlan-tranzakció ment végbe a török uralom ideje alatt. A „kihalt városban” a kisebbség is hasonló jogokkal rendelkezett egy birtok vagy épület megvásárlásakor. A keresztényeknek és a zsidóknak is lehetőségük volt vásárolni vagy eladni az ingatlanjaikat.
1770 húsvétján jelentős felkelés volt a szigeten az oszmán hatalom ellen, melynek felbujtója Daszkalogiannisz, egy szfakiái hajótulajdonos volt, aki az Orlov-flottától kapott ígéretet, hogy segítenek legyőzni az Oszmán Birodalmat, de az ígért segítség sosem érkezett meg. Daszkalogiannisz végül megadta magát az Oszmán Birodalomnak. A krétaiak tiszteletük jeléül a haniái repülőteret Daszkalogiannisz után nevezték el.
Az 1866–1869-es nagy krétai forradalom (Κρητική Επανάσταση του 1866) egy 3 éves lázadás volt a török uralom ellen, ez volt a 3. és egyben a legnagyobb forradalom a görög függetlenségi háború (1821–1829) és a független krétai állam létrejötte között (1898). A nyugat-európai liberális körökben óriási felháborodást kavart az arkadi vérengzés. Ez az esemény 1866 novemberében történt, amikor a nagy ottomán erők ostrom alá vették az arkadi kolostort, amely akkoriban lázadók főhadiszállása volt. 259 védő és 700 asszony és gyerek talált menedéket a kolostorban. Pár napos harcot követően a törökök betörtek a kolostorba. Ekkor a kolostor apátja meggyújtotta a pincében található puskapor készletet és a legtöbb védő, asszony és gyerek a robbanásban vesztette el az életét.
Az érem másik oldala, hogy a török uralom idején sok helybéli görög felvette a muszlim vallást, és a török állam lojális alattvalójának mutatkozott. Emiatt, bár etnikailag görögök voltak, beszélték a krétai görög nyelvjárást, a 19. századi politikai kontextusban mégis törökökként kezelték őket. Ennek súlyos következményei lettek az első világháború után.

### A krétai állam 1898–1913
A folyamatos krétai felkelések 1889-ben, 1895-ben és 1897-ben a nagyhatalmakat ráébresztették arra, hogy a szigeten uralkodó állapotokat meg kell szüntetni. Először egy nemzetközi haderő próbált közvetíteni, amit az ún. "Admirálisok bizottsága" vezetett (Nagy-Britannia, Franciaország, Oroszország és Olaszország végig részt vett benne, Németország és az Osztrák-Magyar Monarchia kivált, amikor már látszott, hogy a bizottság célja a törökök kiszorítása a szigetről). A Gregorián-naptár szerint 1898. szeptember 6-án történt az ún. "candiai mészárlás": a keresztények javára hozott reformok elleni tiltakozásul a felfegyverzett muszlim tüntetők több száz krétai görögöt mészároltak le a brit konzullal és 17 brit katonával együtt Candiában, vagyis a mai Iraklioban. Ennek következménye az lett, hogy a nagyhatalmak 1898 novemberében kiűzték a törököket a szigetről, és létrehozták az autonóm krétai államot. A sziget főbiztosa György görög királyi herceg lett, akit szintén a nagyhatalmak bíztak meg.
György herceget Alexandrosz Zaimisz váltotta 1906-ban. Míg Zaimisz nem volt a szigeten, addig a krétai képviselők 1908-ban egyoldalú döntéssel egyesültek Görögországgal. Ezt nemzetközi szinten 1913. december 1-én ismerték el.

### A görög–török háború következményei Krétán
Az első világháború maga nem is, de az azt követő görög-török háború vagy török függetlenségi háború áttételesen súlyos következményekkel járt a szigetre nézve: miközben Kisázsiából mintegy másfél millió görögöt űztek el, Krétáról pedig a muszlim vallású, törökként kezelt lakosságot telepítették ki. Ezt a háborút lezáró lausanne-i békeszerződés szentesítette.

### Második világháború
A második világháború alatt, a szigeten zajlott a krétai csata 1941 májusában. Ez volt az első olyan csata a történelem folyamán, ahol nagy számban alkalmazták az ejtőernyősöket egy hadművelet során. Viszont itt sikerült kihasználni először a szövetségeseknek az Enigma titkosításból kinyert információkat és ezzel meghiúsítani a németek villámakcióját és itt találkozhattak a németek először a lakosság tömeges fegyveres ellenállásával, amely több ezer német katona halálát okozta. A németek a csata első napján 7000 ejtőernyőst vesztettek, köszönhetően a krétai és brit csapatok lélekjelenlétének és Hitler innentől kezdve nem használta több bevetésen az ejtőernyősöket a háború alatt. A német hadsereg a hatalmas veszteségeket követően a lakosságon állt bosszút úgy, hogy a helyi falvakból véletlenszerűen kiválasztott polgárokat mészárolta le. Egyik legismertebb példa erre a Kondomari faluban történt tömegmészárlás.

### A mai Kréta
A görög államiság helyreállítása óta a sziget történetében a legnagyobb fordulatot a tömegturizmus megjelenése okozta a hatvanas évek kezdetétől. Az addig mezőgazdaságból élő tradicionális társadalom radikálisan átalakult: ma a legfőbb megélhetési forrás a turizmus kiszolgálása.

## Látnivalók
Történelmi helyek:

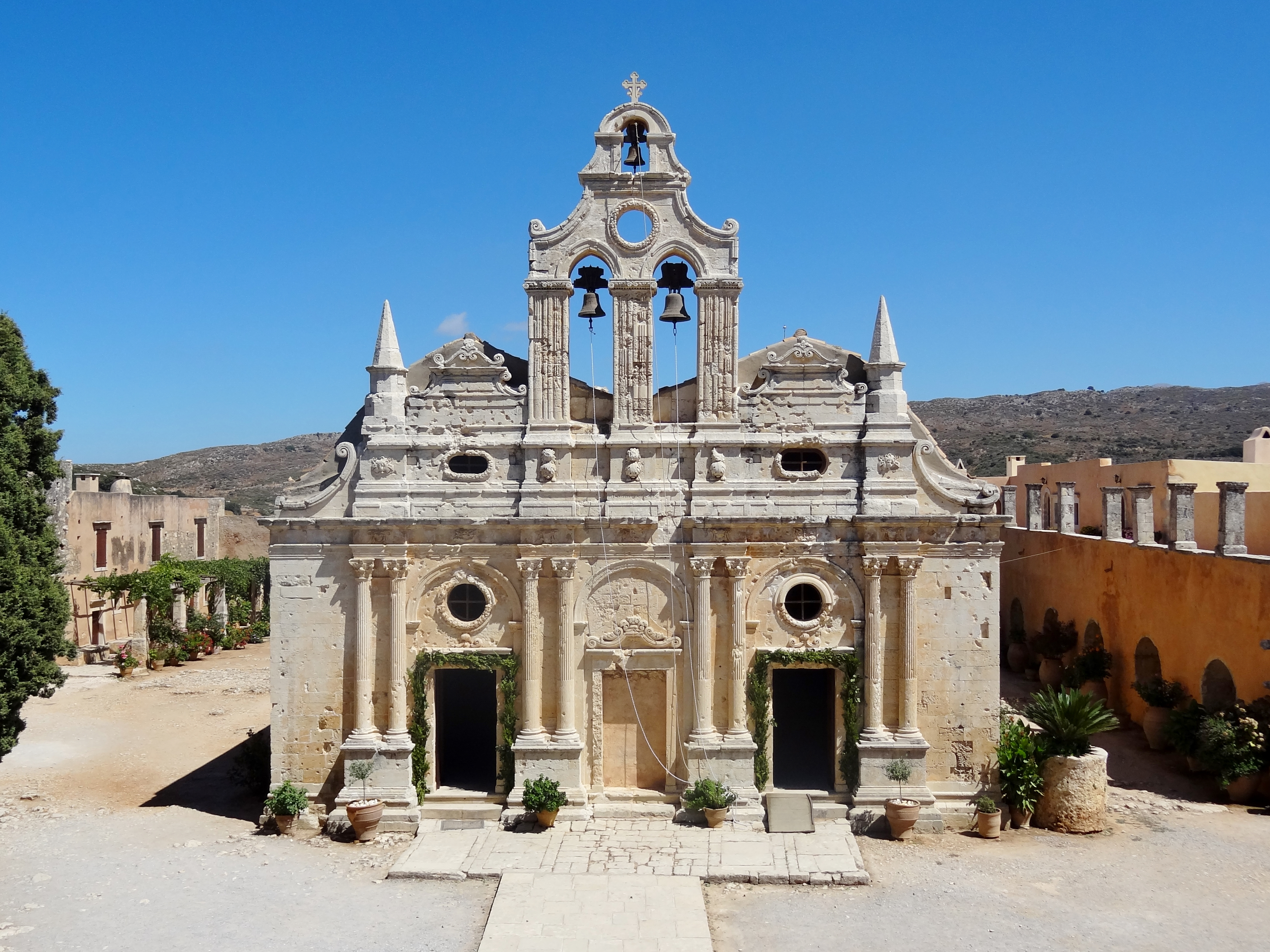
Arkadi-kolostor

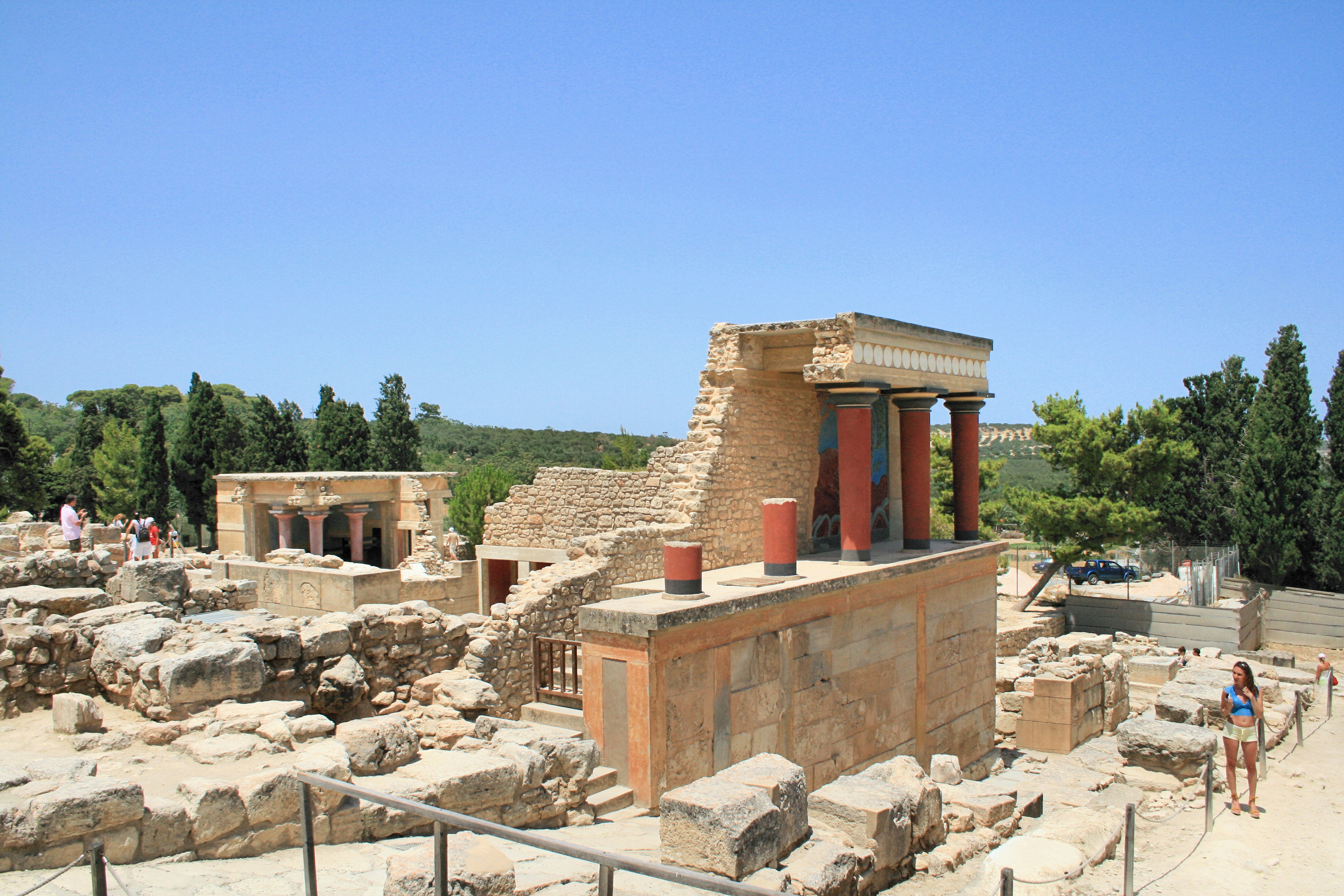
Knósszosz romjai

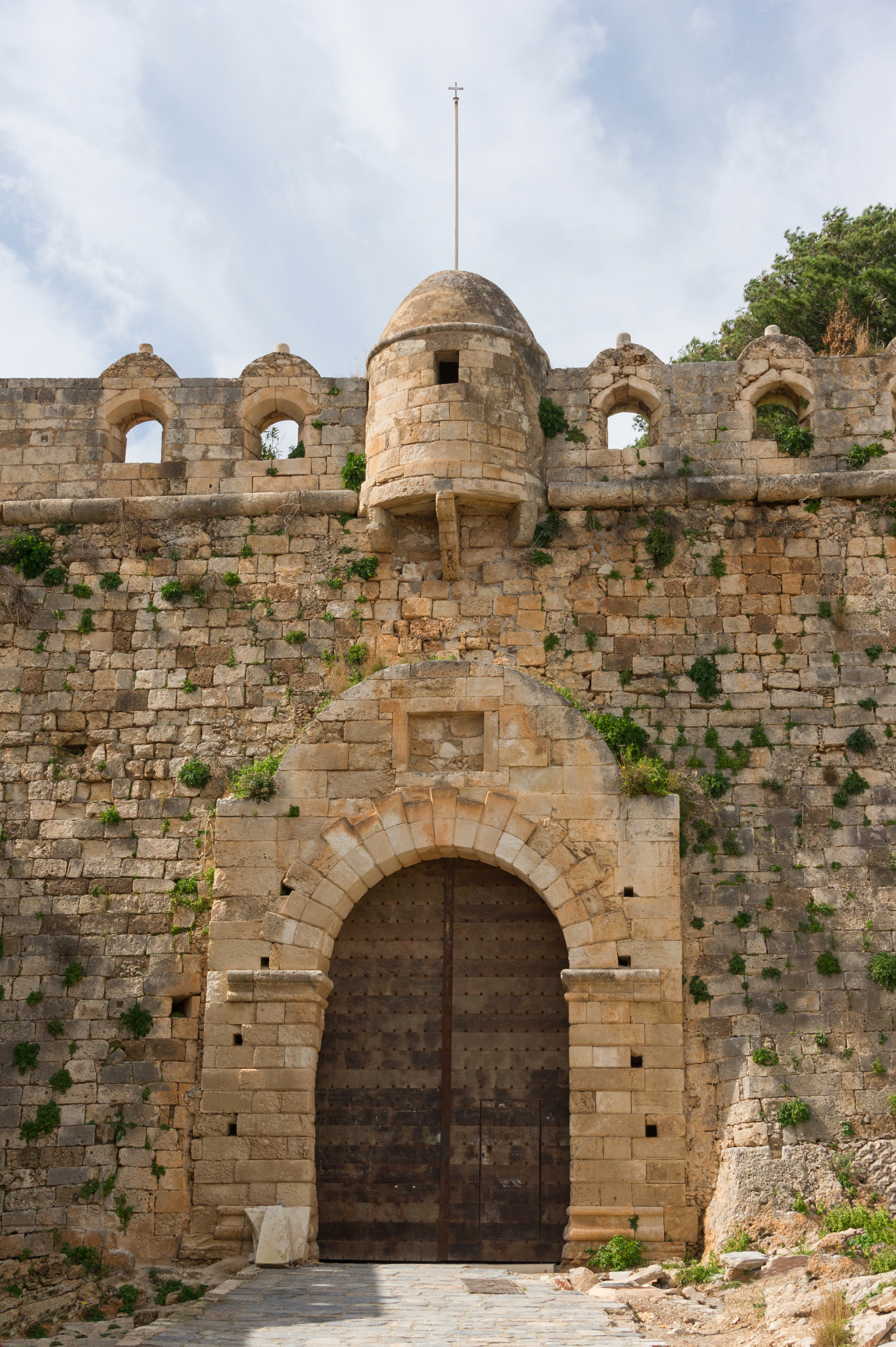
Rethymno erődjének kapuja

- Agia Photia (minószi vidéki székhely)
- Ajía Triáda (Phaisztosz nyári palotája)
- Amnissos (minószi kikötő)
- Anemospilia (minószi templom, emberáldozat helye)
- Archanes (minószi épület, valószínűleg palota)
- Örmény (késő minószi temető)
- Chalasmenos (késő minószi település)
- Chamaizi (régi palotakori ház)
- Eleutherna (római város)
- Fourni (vagy Phourni; nekropolisz Archanes közelében)
- Fournou Koryfi (korai minószi település)
- Gortüsz (késő római település)
- Gournia (késő minószi város)
- Iráklio (régészeti múzeum)
- Itanos (minószi / dór kikötőváros)
- Karphi (ókori település)
- Katalymata (egykori dombtetős település Pachia Ammos közelében)
- Kato Zakros (minószi palota)
- Arkadi-kolostor
- Preveli kolostor
- Moni Goniasz kolostor Kolymvariban
- Toplou kolostor
- Knósszosz (minószi palota romjai)
- Lasaia (római település)
- Lappa (ma Argiroupolis)
- Lato (dór település)
- Lisos (hellenisztikus-római város, Aszklépiosz fontos szentélye)
- Mália palota (minószi palota)
- Matala (neolitikus barlangok)
- Palekastro (minószi város)
- Panagia Kera Kritsa-ban (13. századi görögkeleti templom)
- Petras (minószi palota)
- Phaisztosz (minószi palota)
- Phalasarna (hellenisztikus-római kikötőváros)
- Phoinix (kikötőváros és püspökség)
- Pyrgos (minószi település)
- Rhizenia (ókori város)
- Spinalonga, lakatlan kis sziget (korábban velencei erőd, később Európa egyik leprás kolóniája)
- Sybrita (késő minószi város)
- Tylissos (minószi vidéki székhely)
- Vassiliki (minószi település)
- Vathypetro (minószi székhely)
- Vrokastro (késő minószi település)
- Frangokasztello (velencei kastély)

Strandok és öblök:
- Agios Farango-öböl
- Bali
- Balos
- Elafonisi
- Frangokasztello
- Kokkini Ammos
- Matala
- Komos
- Preveli pálmapart
- Vai pálmapart
- Triopetra

Szurdokok:

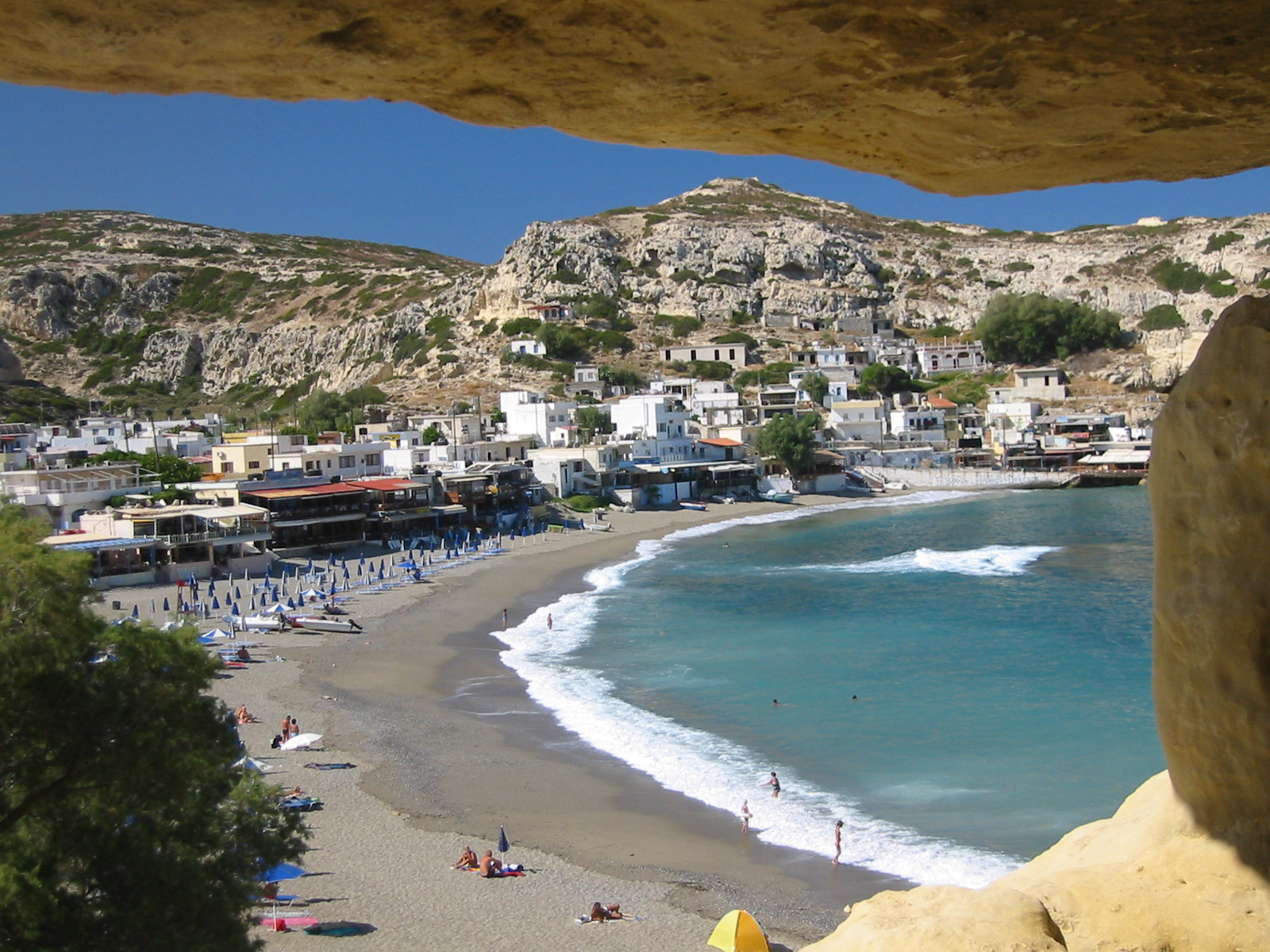
Mátala

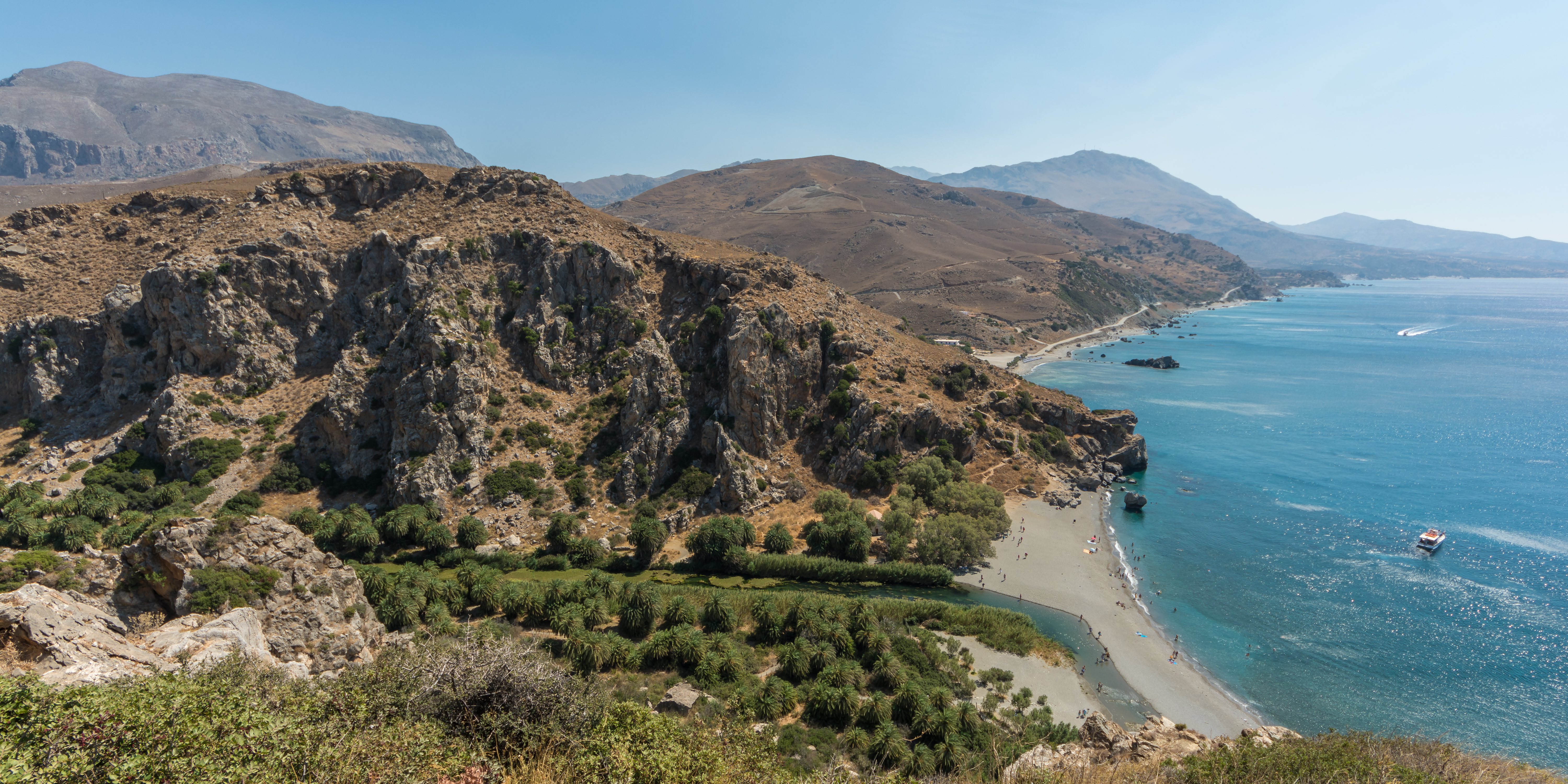
Preveli pálmastrandja

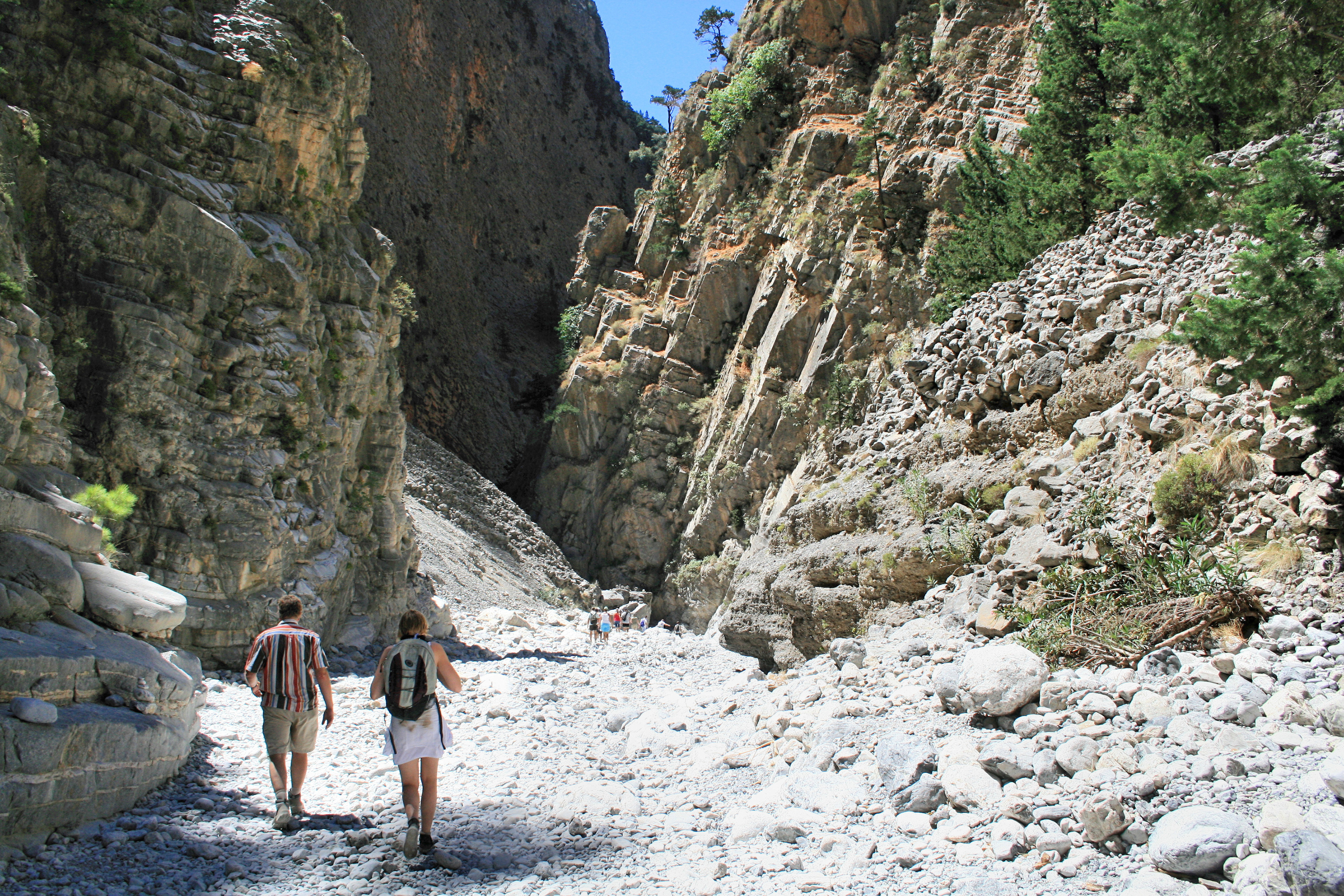
Szamariász-szurdok

- Aradena-szurdok (Farangi Aradenas), az egyik leglátványosabb szurdok a szigeten
- Imbrosz-szurdok
- Irini-szurdok
- Kalikratisz-szurdok
- Kotsifou-szurdok
- Kourtaliotiko-szurdok
- Myli-szurdok (Rethymnótól délkeletre)
- Perivolakia-szurdok (Kréta délkeleti részén, a Moni Kapsza kolostor közelében)
- Rouvasz-szurdok
- Szamariász-szurdok, az egyik legismertebb és legnépszerűbb szurdok
- Az ún. Halottak szurdoka (Farangi Nekron) Kato Zakroszban
- Cha-szurdok Monasztirákiban, Ierápetra közelében

## Fordítás
- Ez a szócikk részben vagy egészben  a   Crete című angol Wikipédia-szócikk ezen változatának fordításán alapul.  Az eredeti cikk szerkesztőit annak laptörténete sorolja fel. Ez a jelzés csupán a megfogalmazás eredetét és a szerzői jogokat jelzi, nem szolgál a cikkben szereplő információk forrásmegjelöléseként.